# دنیای مردگان در فرهنگ یونانی

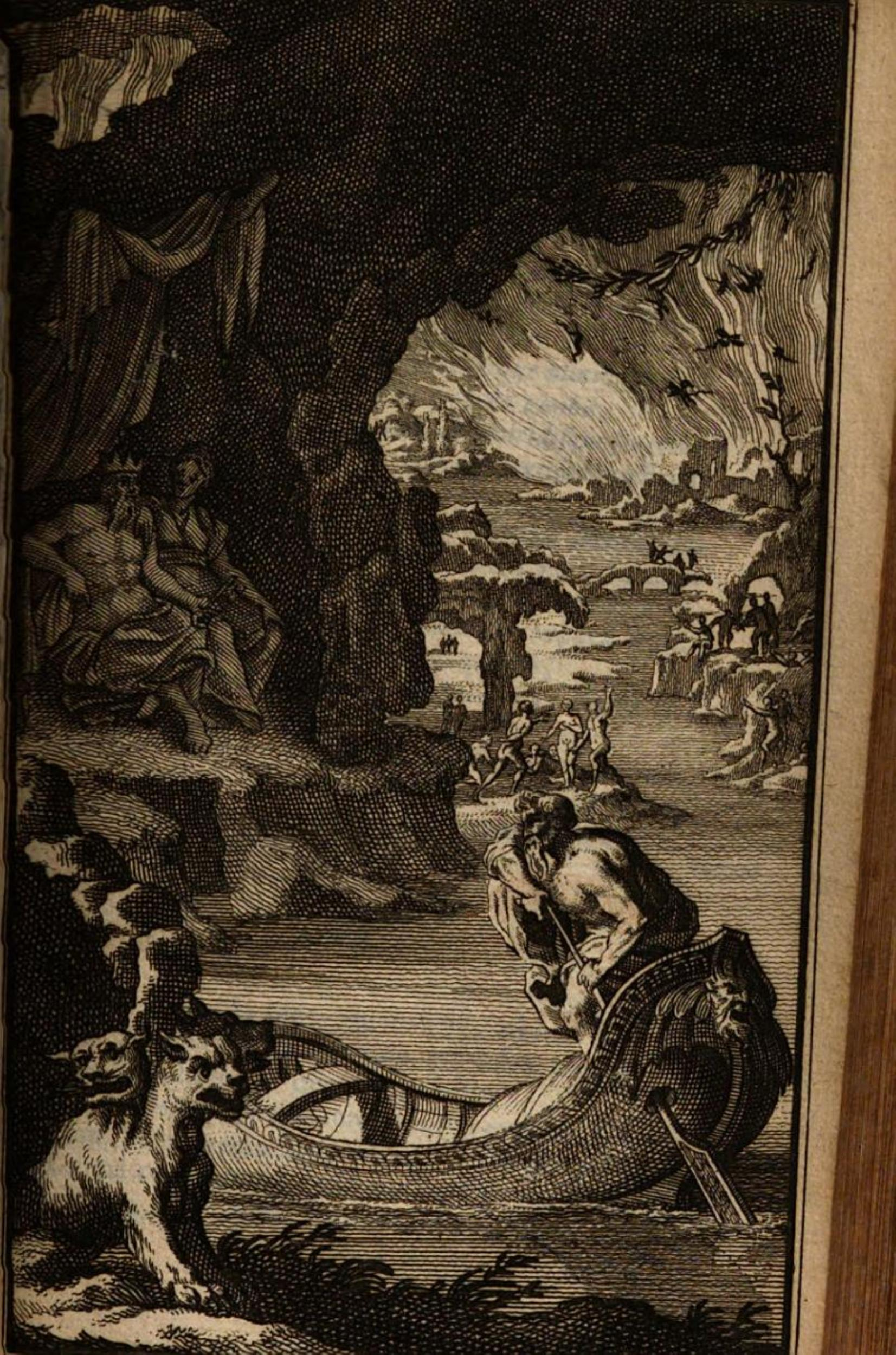
خارون، مرد قایق‌بر

در اساطیر یونان، جهان زیرین یا دنیای مردگان هادِس (به یونانی امروزی: Άδης) نامیده می‌شود که سرزمینی مجزا و یکی از سه عالمِ تشکیل‌دهندهٔ کیهان است. هادس جایی است که فرد پس از مرگ به آنجا می‌رود، و نام آن برگرفته از نام خدایی یونانی به نام هادس است، که پادشاه دنیای مردگان می‌باشد. هِرمِس، پیام‌آور خدایان یونانی، ارواح مردهٔ اشخاص را به دنیای مردگان می‌بَرَد، و در ساحل رودخانهٔ استوکس که میان مرگ و زندگی جدایی افکنده، رهایشان می‌کند. خارون، که به «مرد قایق‌بر» نیز معروف است، ارواحی که طلا به همراه داشته باشند را از رودخانه، به نزد هادس خدای مردگان می‌برد. بر اساس این عقیده مردم در دوران یونانی‌مَآبی به دفن سکه‌های خارون در کنار مردگان خود روی آوردند، تا روح آنان بتواند هزینهٔ عبور خود از رودخانه را بپردازد. روح پس از عبور توسط قاضیان هادس که پسران زئوس به نام‌های ایاکوس، رادامانتوس و مینوس هستند، قضاوت، و سپس به سرزمین‌های الیزیوم، تارتاروس یا دشت آسفودل فرستاده می‌شود. سرزمین الیزیوم یا جزایر مبارکه مقصد کسانی بود که زندگی پاکی داشتند. این منطقه شامل مزارع سبز، دره‌ها و کوه‌ها بود، همه در آنجا آرام و راضی بودند، و خورشید همیشه در آنجا می‌درخشید. تارتاروس برای افرادی بود که به خدایان توهین کرده بودند، یا فقط سرکش و آگاهانه شرور بودند. دشت آسفودل نیز سهم آنانی بود که گناهان و نیکویی‌هایشان به یک مقدار بود. برخی از قهرمانان افسانه‌ای یونانی اجازه پیدا کردند با سفر به دنیای مردگان، از دنیای زیرین دیدن کنند.
در اساطیر اولیه (مثلاً، ایلیاد و اُدیسه اثر هومر)، مردگان صرف نظر از اعمالشان در طول حیات، در کنار هم قرار می‌گرفتند. با این حال در اساطیر بعدی (مثلاً فلسفهٔ افلاطونی)، عناصر قضاوت پس از مرگ، با جدا شدن افراد خوب و بد به مرور ظهور کردند. در دورهٔ کلاسیک، سنت‌های یونانی دربارهٔ زندگی پس از مرگ به شاخه‌های مختلفی منشعب شدند. از قرن ششم قبل از میلاد به بعد، آنها به این باور رسیدند که کسانی که در برخی از مناسک مخفی، پاگشایی شده بودند، می‌توانند انتظار وجود پربرکت‌تری نسبت به کسانی که پاگشایی نشده بودند، داشته باشند. از آنجا که این فرقه‌ها به پیروان خود امید یک زندگی پس از مرگ آرام و شاد می‌دادند، و مهم‌تر از آن، ادعا می‌کردند که حقایق پنهانی را آشکار می‌کنند، که منجر به زندگی بهتر و غنی‌تر روی زمین می‌شود، به فرقه‌های اسرارآمیز معروف شدند. رومیان نیز دارای نظام اعتقادی مشابهی با یونانیان در مورد زندگی پس از مرگ بودند، به طوری که هادسِ یونانی در روم به پلوتون معروف شد.

## واژه‌شناسی
اولین استفادهٔ مستند و قدیمی‌ترین املای تأیید شدهٔ «هادس» در زبان یونانی، به شکل «آیدس» (Aïdēs، Ἀΐδης) در کتاب ادیسه اثر هومر (قرن هشتم پیش از میلاد) به کار رفته‌است. «آیدونئوس» یکی دیگر از املاهای هادس است که در شعر رواج داشت. در دورهٔ کلاسیک (حدود ۴۹۰–۳۲۳ پیش از میلاد) نام این خدا به هادس تبدیل شد. در دوران باستان، نام هادس به‌طور کلی به معنای «غیبی» یا «غیرمرئی» تفسیر می‌شد. یونانی‌ها از ترس گفتن نام خدای مرگ، هادس را پلوتون، به معنای «ثروتمند»، می‌نامیدند که نام مستعار جایگزینی برای او بود. این نامِ دیگر، احتمالاً منعکس‌کنندهٔ این واقعیت است که ثروت یونانیان، از قبیل محصول‌های کشاورزی و فلزهای گرانبها، نیز از زیر زمین بیرون می‌آمد. نام پلوتون نزد رومیان نیز رواج پیدا کرد و خدای آنها پلوتون دارای ویژگی‌هایی مشابه هادس بود. هادس، پیش از همه، خدای مرگ بود؛ او بر جهان زیرین حکومت می‌کرد و در واقع، نام او مترادف با «جهان زیرین» بود.

## تعریف
هادس یا دنیای زیرین در کیهان‌شناسی یونانی فضایی بود که ارواح مردگان به آنجا می‌رفتند. گاهی این مکان به عنوان بخش حاشیه و دوردست زمین نیز توصیف می‌شود.
بر اساس جهان‌بینی یونانی، کیهان نوعی کُره بود که آسمان در بالایش قرار داشت؛ آسمان توسط زئوس اداره می‌شد و خانهٔ خدایان المپ‌نشین بود. در این بین، جهان زمین و اقیانوس قرار داشت که تحت سلطهٔ پوزئیدون بود. سرانجام، در زیر سطح زمین، جهان زیرین یا هادس وجود داشت که خدایی به همین نام اداره‌اش می‌کرد و مقصد نهایی مردگان در آیین یونانی-رومی بود. نظرات دربارهٔ هادس در طول تاریخ یونان کلاسیک و بعداً دورهٔ تسلط روم بر یونان ثابت نبود؛ در واقع، دیدگاهی که در بالا توضیح داده شد با هادس اساطیری مطابقت دارد و رایج‌ترین در زندگی روزمرهٔ بسیاری از یونانیان بود، ولی برخی فلاسفه مانند افلاطون و فیثاغورث عقاید کاملاً متفاوتی داشتند؛ هادس از نظر آنها جایی بود که روح قبل از بازگشت دوباره برای تناسخ به آنجا می‌رود. به همین ترتیب، برخی از فرقه‌های اسرارآمیز که از قرن اول بعد از میلاد در سراسر امپراتوری روم گسترش یافتند، به رستاخیز روح اعتقاد داشتند و تصور می‌کردند دنیای زیرین فقط برای افرادی است که مراسم پاگشایی اسرارآمیز را انجام نمی‌دهند.

## منبع‌شناسی
- در ایلیاد اثر هومر (حدود هشت قرن پیش از میلاد) هادس مکانی مرطوب و کپک زده‌است که داخل حفره‌های زمین پنهان شده‌است. مردگان بعد از گذر از رودخانه، از دروازه‌هایی عبور می‌کردند که توسط سگ شکاری محافظت می‌شد و نهایتا در برابر هادس و پرسفونه، پادشاه و ملکهٔ جهان اموات، حاضر می‌شدند. شاعران هومری با میدان الیزی یا جهنم تارتاری آشنایی نداشتند، بلکه همه ارواح - قهرمانان و شروران به یک اندازه - در تاریکی هادس آرام می‌گرفتند.[۴]
- هومر، ادیسه؛ توصیف جهان اموات عمدتاً در کتاب یازدهم ادیسه (معروف به کتاب مردگان) روایت می‌شود. هومر سرزمین مردگان را تاریک، ترسناک و به‌طور کلی برای قهرمانانش ناخوشایند به تصویر می‌کشد. در دنیای زیرین چند گناهکار معروف هستند که تا ابد مجازات می‌شوند، اما اکثراً همهٔ مردگان در تاریکی هستند و همهٔ آنها آرزو می‌کنند که زنده شوند.[۵]
- هزیود (حدود هفت قرن پیش از میلاد)، تئوگونیا؛ هزیود ادعا می‌کند که اگر یک سندان برنزی که از آسمان بیفتد، نه روز طول می‌کشد تا به زمین برسد و نه روز دیگر طول می‌کشد تا سندان از زمین بر روی تارتاروس بیفتد. هزیود تارتاروس را به عنوان یک شکاف بزرگ، هم بد و هم تاریک و محل زوال توصیف می‌کند که پایین‌ترین منطقه جهان است؛ جایی حتی پایین‌تر از هادس. زمانی که زئوس و المپ‌نشینان، توانستند کرونوس (پدر زئوس) و سایر تیتان‌ها سرنگون کنند و بر زمین فرمانروا شوند، آنها نه تنها در هادس—که محل استراحت نهایی ارواح فانی بود—بلکه در تارتاروس، منطقه زیرین جهان که به عنوان مکانی برای هیولاها و خدایان تبعید شده استفاده می‌شد، جا گرفتند.[۶][۷]
- پیندار، شاعر یونانی (حدود ۵۱۸ - حدود ۴۳۸ پیش از میلاد)؛ پیوند شعر و مذهب در یونان باستان تنگاتنگ بود و پیندار از این قاعده مستثنی نبود. در قصیده‌های المپیک برای اولین بار در ادبیات غرب زندگی پس از مرگ با پاداش و مجازات، مانند جزیره مبارکه و سرنوشتی برای قهرمانان استثنایی، توصیف می‌شود.[۸]
- سقراط مرگ را جدایی بدن از روح می‌داند و اعتقادی باستانی را ذکر می‌کند مبنی بر اینکه همان‌طور که ارواح مردگان در جهان زیرین از کسانی که در این جهان زندگی می‌کنند می‌آیند، ارواح زنده نیز ارواح مردگان هستند که بار دیگر به جهان بازگشته‌اند.[۹]
- آثار زرتشت و مزدیسنا تأثیر به سزایی در فلسفه یونان باستان و غرب گذاشته‌است. یونانی‌نویسانی مانند اودوکسوس کنیدوسی و لاتین‌نویسانی نظیر پلینیوس فلسفهٔ زرتشتی را به عنوان «مشهورترین و مفیدترین» فلسفه ستوده‌اند. افلاطون فلسفهٔ زرتشتی را از طریق اودوکسوس کنیدوسی آموخت و بسیاری از جوانب آن را در نظریه مثل خود گنجاند.[۱۰]
- افلاطون (حدود ۴۲۷ پیش از میلاد)، در افسانه ار، از کتاب جمهور، داستان سربازی به نام «ار» را روایت می‌کند که گمان می‌رود مرده‌است و به دنیای زیرین فرود می‌آید. اما وقتی زنده می‌شود، باز به جهان فرستاده می‌شود تا به بشریت خبر دهد چه چیزی در زندگی پس از مرگ در انتظار آنهاست. ار زندگی پس از مرگی را توصیف می‌کند که در آن عادلان پاداش می‌گیرند و شریران مجازات می‌شوند. سپس ارواح در بدن و زندگی جدیدی متولد می‌شوند؛ زندگی جدیدشان نشان دهندهٔ نحوهٔ زندگی آنها در حیات قبلی و وضعیت روح آنها در هنگام مرگ است. او توصیف می‌کند که در فضای میانی قاضیانی نشسته بودند که به عادلان فرمان می‌دادند.[۱۱] در قرن سوم پیش از میلاد، کولوتس افلاطون را متهم کرد که افسانه ار در جمهور را از «دربارهٔ طبیعت» منسوب به زرتشت برداشته است.[۱۲][۱۳]
- قورباغه‌ها (نوشته شده در ۴۰۵ قبل از میلاد) اثر آریستوفان: در این اثر دیونیزوس باید—مثل ادیسه در حماسهٔ هومر یا مانند اورفئوس در جستجوی ائورودیکه—به عنوان خدای درام به عالم اموات برود، نه برای دیدار با تیرسیاس و آگاهی از آینده خویش، بلکه برای دیدار با شاعران مردهٔ جهان. دنیای زیرین در توصیفات آریستوفان جایگاه خدایان و شیاطین است اما همچنین با مهمانخانه‌داران، خدمتکاران شهوانی و بردگان آزموده‌اش، مکانی است مانند دنیای واقعی. ایاکوس، قاضی اسطوره‌شناختی سرسخت روح‌های مرده، در آنجا حضور دارد.[۱۴]
- انئید از ویرژیل (۷۰ تا ۱۹ پیش از میلاد)؛ شرح زندگی پس از مرگ که در کتاب ششم انئید آمده‌است، یکی از مهم‌ترین و مبهم‌ترین جنبه‌های مذهبی شعر است. هر چند شباهت قابل توجهی بین دنیای زیرین ادیسهٔ هومر و انئید ویرژیل وجود دارد اما با بررسی دقیق‌تر، چندین تفاوت مهم آشکار می‌شود؛ یکی از بارزترین این تضادها در تصاویر دقیق جغرافیایی و توپولوژیکی است که ویرژیل از هادس ارائه می‌دهد. تفاوت مهم دیگر رویکرد متفاوتی است که این دو در نظم دادن به جهان‌های خود دارند. در ویرژیل، ما یک دسته‌بندی تقریباً وسواس گونه می‌بینیم: کل قلمروی مرگ به بخش‌ها و مناطقی تقسیم شده و ارواح این جهان نیز از دسته‌های گوناگونی هستند. به علاوه، این تقسیم‌بندی به هیچ وجه تصادفی نیست: در عوض، مبتنی بر استدلال قضایی است. هر روح با توجه به نوع اعمال نادرست یا نحوهٔ مرگش در منطقه‌ای قرار می‌گیرد که به آن تعلق دارد. مهم‌تر از همه، دنیای زیرین ویرژیل، برخلاف هومر، دارای هدف قابل توجهی است: ارواحی که آنجا هستند یا برای اعمال نادرست مجازات می‌شوند یا برای یک زندگی جدید روی زمین آماده می‌شوند.[۱۵]
- سرودهای اورفیک، مجموعه‌ای از هشتاد و هفت بیت که به‌طور سنتی به اورفئوس منسوب هستند. اورفئوس شاعر و نوازنده‌ای با توانایی‌های فراطبیعی بود و می‌توانست هر کسی را به موسیقی خود جذب کند. اورفئوس پس از گزیده شدن همسرش ائورودیکه در روز عروسی توسط ماری سمی و مرگ او، به عنوان فانی زنده‌ای به عالم اموات فرود آمد تا همسر مرده‌اش را پس بگیرد. او از مهارتش در نوازندگی استفاده کرد تا با موسیقی خود نگهبانان دنیای زیرین را طلسم کند و با صدای زیبایش توانست هادس و پرسفونه را متقاعد کند تا به او و همسرش اجازه دهند به زندگی بازگردند. حاکمان عالم اموات موافقت کردند، اما تحت یک شرط: ائورودیکه باید پشت سر اورفئوس را دنبال کند و نباید به پشت سر بچرخد و به او نگاه کند. هنگامی که اورفئوس به در ورودی رسید، در آرزوی نگاه کردن به همسر زیبایش چرخید و همسرش را در حال محو شدن به دنیای زیرین یافت. او از بازگشت دوباره به دنیای زیرین منع شد و زندگی خود را صرف نواختن برای پرندگان و کوه‌ها کرد.[۱۶]

## باورهای اولیه

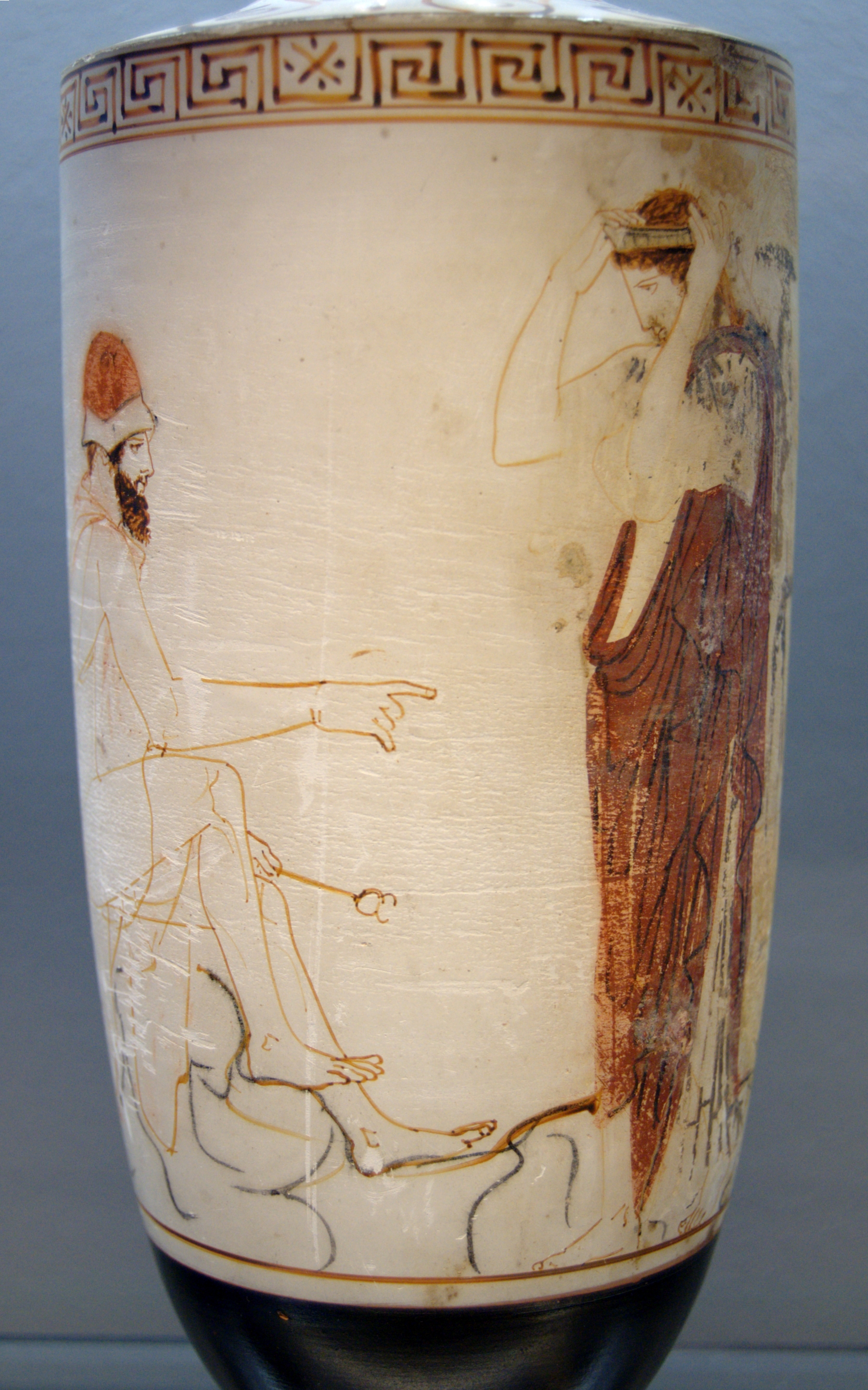
هرمس بر روی صخره‌ای نشسته و آماده راهنمایی و انتقال روح مرده به جهان مردگان می‌شود. یک نقاشی بر خمره روغن ۴۵۰ پیش از میلاد.

یونانیان معتقد بودند بعضی از ارواح ممکن است به عنوان روح به زمین بازگردند، اما بیشترشان در یک پادشاهی زیرزمینی تحت سلطهٔ خدایی به هادس و ملکه‌اش پرسفونه می‌ماندند. این جهان زیرین مثل همان خدا، هادس نامیده می‌شد. به نظر می‌رسد در زمان‌های قدیمی‌تر، یونانیان معتقد بودند که آنجا با همه به یک شکل رفتار می‌شود. ارواح در حالتی بودند که نه خوشایند بود و نه ناخوشایند. آثار ادبی دنیای زیرین را جهانی تاریک می‌نمایانند که در آن برای گذراندن زمان ابدی کار چندانی انجام نمی‌شود. در ادیسه و در منابع دیگر، روح‌ها معمولاً شبیه بدن قبلی خود به تصویر کشیده شده‌اند (بنابراین زنانی که در زمان حیات خود زیبارویان معروفی بودند جذاب باقی ماندند و جنگجویان قدرتمند هنوز زره خود را به تن داشتند). ارواح همچنین خواسته‌ها و کینه‌های زمان حیات خویش را حفظ می‌کردند: روح آیاس که احساس می‌کرد در زندگانی توسط ادیسه فریب خورده‌است، هنگام ملاقات در دنیای زیرین از پاسخ دادن به سلام ادیسه امتناع می‌کند. ارواح همچنین توانایی ارتباط با زندگان را از دست می‌دادند، مگر در شرایط خاص. تماس فیزیکی نیز غیرممکن بود، زیرا روح‌ها جوهری ندارند: ادیسه نمی‌تواند روح مادرش را در آغوش بگیرد.
در اساطیر یونان باستان (حدود ۶۵۰–۴۸۰ قبل از میلاد)، عالمِ هادس را رودخانه‌ای وحشتناک از سرزمین زندگان جدا کرده‌است؛ چیزی شبیه به جهان مردگان در بین‌النهرین. هادس خانه‌ای هزار تودرتویی از سالن‌های تاریک، سرد و بی‌نشاط است که دروازه‌های قفل‌شده احاطه اش کرده‌اند و سگ جهنمی سربروس از آن محافظت می‌کند. پرسفونه، ملکه هادس، در آنجا یک زندانیِ ساکن است. این تصویر غم‌انگیز در در کتاب ۱۱ ادیسه هومر هم وجود دارد. هنگامی که ادیسه برای مشورت با تیرسیاسِ پیشگو در کتاب ۱۱ به هادس می‌رود، ساکنان آنجا را می‌بیند که در یک فراموشی بی‌هدف غرق شده‌اند و تا زمانی که از خون قوچ او ننوشند، نمی‌توانند با او ارتباط برقرار کنند. مردگان نابه‌هنگام و کسانی که با آیین‌های مناسب دفن نشده‌اند، بیشتر از ارواح دیگر رنج می‌برند و گناهکاران بدنامی مانند تانتالوس پسر زئوس و سیزیف پسر خدای بادها آیولوس، به خاطر جنایات خود عذاب می‌شوند. با این حال، هادس در آثار هومری، به‌طور کلی، برای همه ناخوشایند است.
اولین ایده زندگی پس از مرگ در اسطوره یونانی این است که در لحظه مرگ، جوهر (روان) فرد از جسد جدا می‌شود و به دنیای زیرین می‌رود. یونانیان باستان معتقد بودند که وقتی شخصی می‌میرد و دفن می‌شود، آماده ورود به هادس است و فقط باید از خارون بخواهد او را از رودخانه استوکس عبور دهد. البته باید برای این کار به او پول بدهند. مشخص نیست که با عبور مرده از رود، چه چیزی در انتظارش بود. تنها توصیف نیمه تفصیلی هادس را هومر (قرن هشتم یا هفتم پیش از میلاد) ارائه کرده‌است. او می‌گوید کیفیت زندگی در آنجا بی‌نشاط است ولی آن را عاری از هرگونه وحشت هم توصیف می‌کند. او مشخصاً مردگان را «بی قوت» و «بی‌هوش» توصیف کرده‌است. هر کار خوب یا بدی که یک نفر در این زندگی انجام داده باشد، اهمیتی ندارد؛ زیرا در نهایت در همان جایی خواهد بود که دیگران رفته‌اند.

### قضاوت اخلاقی

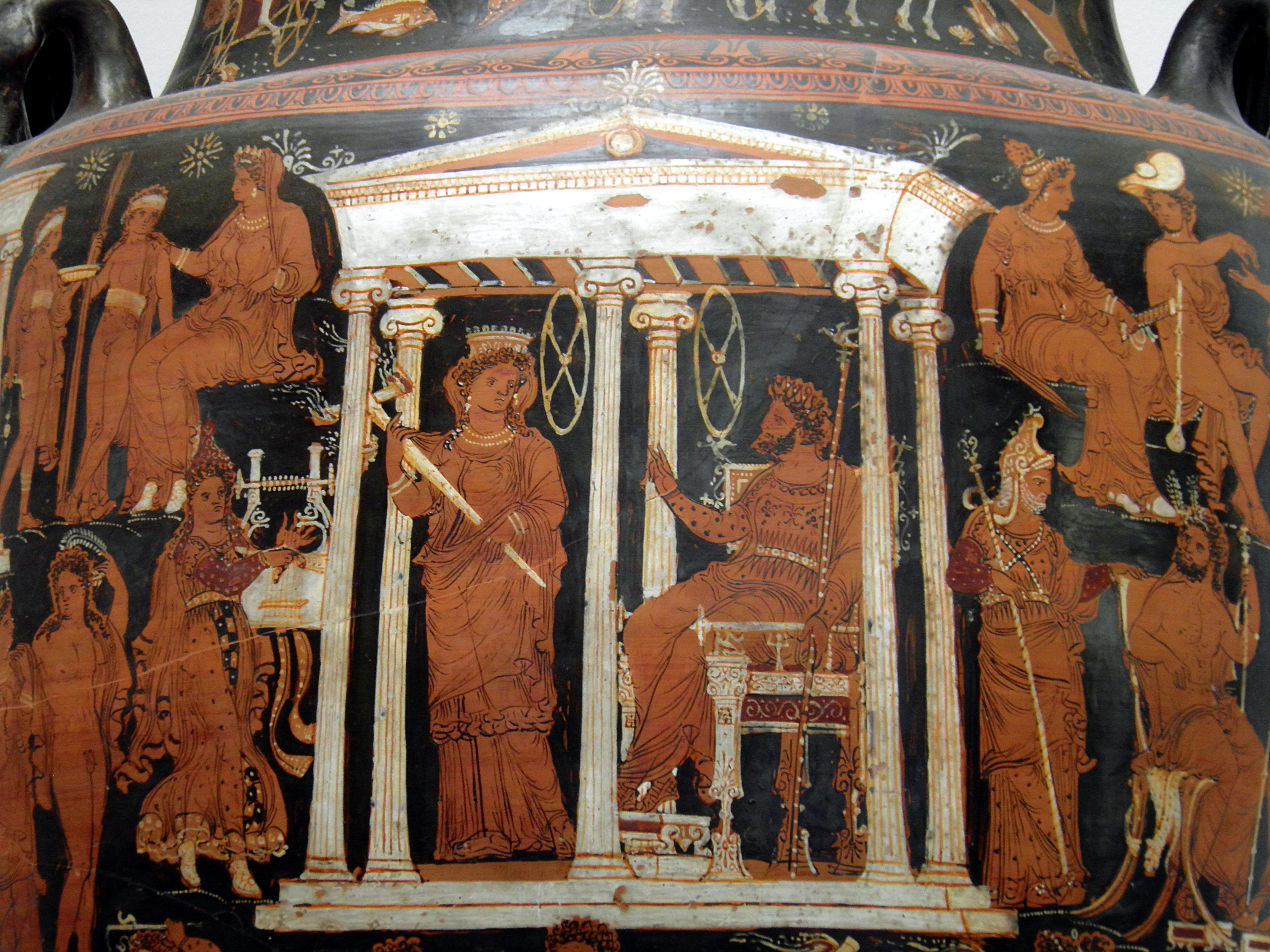
گلدان باستانی کشف شده در ارتباط با دنیای مردگان، از تمدن آپولیایی در جنوب ایتالیا

بیشتر یونانیان باستان پیش‌بینی می‌کردند که روح پس از مرگ بدن را ترک می‌کند و به شکلی به حیات خود ادامه خواهد داد، اما این انتظار که خیر پاداش داده می‌شود و شر در زندگی پس از مرگ مجازات می‌شود، در اعتقادات آنها مرکزیتی نداشت. در ادیسهٔ هومر (۷۵۰–۷۰۰ پیش از میلاد) دنیای زیرین تقریباً برای همه تیره و تاریک است. تنها تعداد انگشت شماری از شخصیت‌های اسطوره‌ای تا ابد عذاب می‌بینند، چراکه اعمال نادرست آنها فراتر از انسان‌های فانی بوده‌است. به همین ترتیب، قهرمانان معدودی از وجود شادی در الیزیوم یا جزایر برکت برخوردار بودند، البته نه به دلیل فضایلشان، بلکه به خاطر موقعیت و روابط خانوادگیشان با خدایان.
رابرت گارلند، استاد تاریخ و ادبیات کلاسیک، بیان می‌کند که در اعتقادات اولیهٔ یونانی، قضاوت پس از مرگ —مانند آنچه مصریان بدان معتقد بودند— وجود نداشت زیرا یونانیان مفهومی از بهشت و جهنم نداشتند. با این حال، در اعماق رود هادس منطقه‌ای به نام تارتاروس وجود داشت تا کسانی که به عظمت خدایان توهین کرده بودند را به آنجا بفرستند؛ مثلاً کسی مثل سیزیف. این شامل مردم عادی نمی‌شد زیرا گناهان مردم عادی بسیار کوچکتر از آن بود که توجه خدایان را جلب کند و مستحق چنین مجازاتی باشد.
برخلاف باورهای اولیه یونانی، در اواخر دوره باستانی این باور شکل گرفت که افراد عادی هم پس از مرگ ممکن است پاداش دریافت کنند یا مجازات شوند. این مفهوم در دوره کلاسیک نسبتاً گسترده بود. در بیشتر موارد، گفته می‌شد که سرنوشت فرد به رفتار او در زمان زنده بودن بستگی دارد. به عقیدهٔ قضاوت اخلاقی پس از مرگ در اشعار و نمایشنامه‌های اوایل قرن پنجم پیش از میلاد ارجاعاتی وجود دارد، اما کامل‌ترین گزارش‌های مربوط به زندگی پس از مرگ عمدتاً در نوشته‌های فیلسوفان باقی مانده‌است. افلاطون (حدود ۴۲۸ تا ۳۴۷ قبل از میلاد) با تکیه بر گمانه‌زنی‌های انتزاعی به اندازه باور عمومی، مقاصد جداگانه‌ای برای خوب و بد، و همچنین چرخه‌های توبه و تناسخ را توصیف کرده‌است. آریستوفان، نمایشنامه‌نویس، تصویر روشن‌تری ارائه کرده و خطاکارانی را توصیف می‌کند که در گل و سرگین دراز کشیده بودند، در حالی که رقص را در باغ‌های مرت انجام می‌شد. (کتاب قورباغه‌ها، ۴۰۵ قبل از میلاد). اما حتی در این تاریخ، اجماع کمی در مورد جغرافیای جهان اموات وجود داشت؛ مثلاً افلاطون چهار رودخانه را در یک روایت توصیف کرده‌است.
در هنر یونانی، خیلی کم به دنیای زیرین پرداخته شده‌است. در قرن ششم پیش از میلاد نقاشان گلدان آتنی معمولاً بر ساکنان منفرد آنجا، مانند سیزیف توجه نشان داده‌اند. حدود ۳۵۰ پیش از میلاد نقاشی صحنه‌های پرجمعیت شکل گرفت. ساکنان جنوب شرقی ایتالیا - که مجموعاً به نام «آپولیایی‌ها» شناخته می‌شوند - مردگان خود را با مجموعه‌هایی از سفال و سایر کالاها دفن می‌کردند و ظروف بزرگ برای قبرهای نخبگان محلی ساخته می‌شد. حدود چهل اثر کشف شده از آثار تشییع جنازه در آپولیا، نشان‌هایی از دنیای زیرین دارند. شباهت بین ترکیبات این قبرها نشان می‌دهد که آنها از یک مدل مشترک نشات می‌گیرند. اگرچه آپولیایی‌ها خود، یونانی نبودند، اما آپولیایی‌ها از نزدیک با فرهنگ یونان درگیر بودند و بسیاری از گلدان‌های تدفین آنها با صحنه‌هایی از اسطوره‌ها و نمایش‌های یونانی تزئین شده‌است. هیچ منبع ادبی دیدگاه‌های آپولیایی‌ها دربارهٔ زندگی پس از مرگ را مستند نکرده‌است، اما آثار نشان می‌دهد که سنت‌های یونانی بر آن‌ها تأثیرگذار بوده‌اند. ترسیم خطاکاران بدنام، کسانی که در جوانی مرده‌اند و «قضات مردگان» همگی از اساطیر یونان گرفته شده‌است. با این حال، تجسم کامل دنیای زیرین و اهمیتی که به اورفئوس اعطا شده‌است، به‌طور مشخص رویکردهای آپولیایی برای تصور زندگی پس از مرگ است.

## جغرافیا

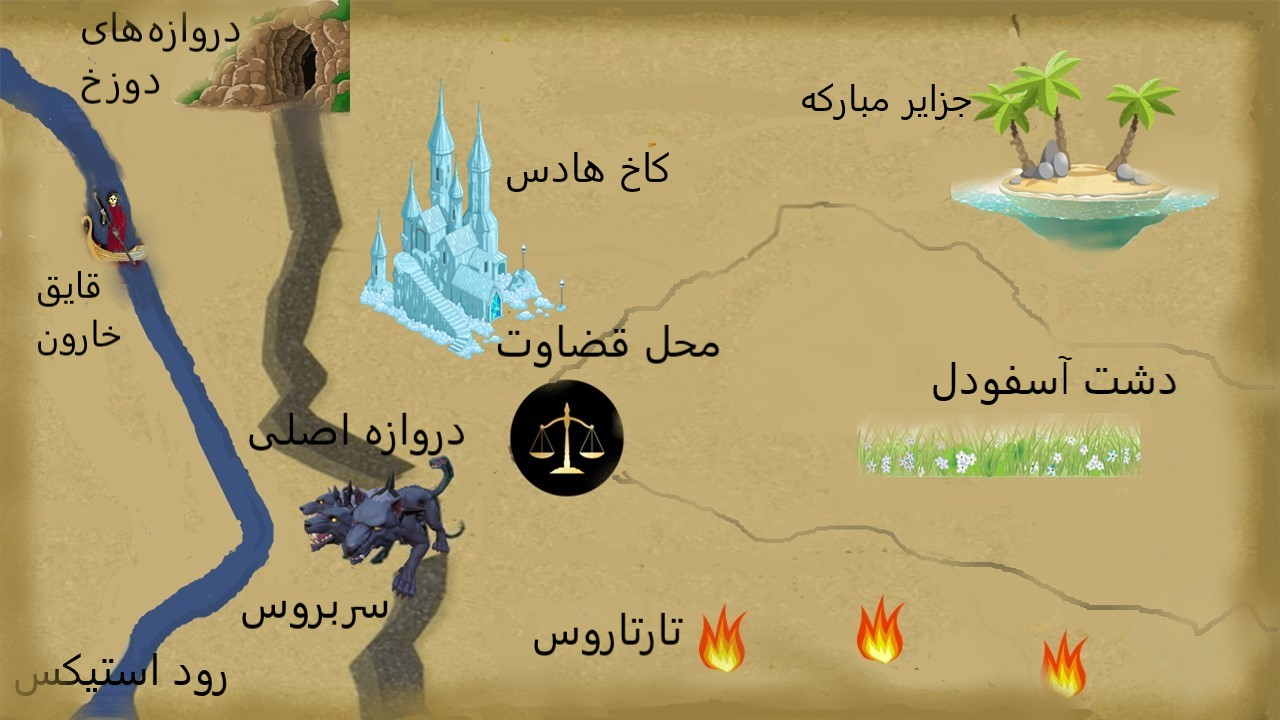
نقشهٔ دنیای مردگان یونانی

در اساطیر یونان سرزمین مردگان دارای انواع گیاهان زنده، نظیر چمنزارها، گل‌های آسفودل، درختان میوه و سایر ویژگی‌های جغرافیایی است. متوفی می‌توانست از دروازه‌ها و ورودی‌های مختلفی وارد عالم اموات شود، اما شاید رایج‌ترین راه سوار شدن بر قایق خارون باشد تا آنها را از رودخانه عبور دهد.

### رودخانه‌ها
به پنج رودخانه در جهان اموات اشاره شده‌است. هر یک از این پنج رودخانه عملکرد مشخصی در دنیای زیرین داشتند و نامشان انعکاسی از احساسات یا اسامی خدای مرتبط با مرگ است.
استیکس (نفرت)رود استیکس، رودخانهٔ اصلی هادس است و هفت بار دور عالم اموات می‌چرخد تا آن را از سرزمین زندگان جدا کند. آب‌های استیکس جایی است که تتیس پسرش آشیل را در آن غوطه ور کرد تا او را جاودانه کند. معروف است که چون او را از پاشنه پا گرفته بود، پاشنه‌ها آسیب‌پذیر باقی ماند. استیکس در سرودهای هومری یگانه رودخانهٔ زیرزمینی است اما در روایات متاخر اغلب به عنوان کانال ورودی به دنیای زیرین عمل می‌کند که خارون از آن عبور می‌کند. خدایان به آب استیکس سوگند یاد می‌کردند. اگر خدایی به خود دروغ می‌گفت، برای یک سال بی‌حس و سپس به مدت ۹ سال از جامعهٔ الهی تبعید می‌شد.
لته (فراموشی)مردگان بایستی پس از ورود به دنیای زیرین از آب لته بنوشند تا زندگی گذشته خود را به یاد نیاورند. لته همچنین نام یک الهه و دختر  اریس الههٔ نزاع و اختلاف است. او از رودخانه لته مراقبت می‌کرد. ارواح درگذشتگان قبل از تناسخ از آب لته می‌نوشیدند. افلاطون در جمهور اشاره می‌کند که اجساد در زمینی متروکه به نام لته فرود می‌آمدند. سپس ارواح متوفی از رودخانه می‌نوشیدند و هر چه بیشتر می‌نوشیدند، گذشتهٔ خود را بیشتر فراموش می‌کردند. با این حال، برخی از مذاهب در دورهٔ یونانی-رومی تعلیم می‌دادند که رودخانه دومی به نام نماسینی وجود دارد که نوشیدن از آن‌ها باعث می‌شد روح دوباره حافظهٔ خود را به دست آورد.
آخرون (بدبختی)در برخی منابع با مقبولیت کمتر، آخرون به جای یک رود، یک دریاچه است. در برخی از داستان‌ها نیز از آن به عنوان رود اصلی دنیای زیرین و جایگزین استیکس است؛ بنابراین در آن داستان‌ها، خارونِ قایق‌بر مرده‌ها را از طریق آخرون حمل می‌کند تا آنها را از جهان بالا به جهان زیرین منتقل کند.
فلگتون (آتش)رودخانهٔ آتش نامیده می‌شود زیرا گفته می‌شود که به اعماق جهان اموات—که پر از آتش است—می‌رسد. این رود به تارتاروس منتهی می‌شود. آنجا مردگان قضاوت می‌شوند و زندان تیتان‌ها واقع است.
کوکیوتوس (نالیدن، زاری، گریه)ساحل رودخانهٔ کوکیوتوس محل سرگردانی ارواحی خواهد بود که به شیوهٔ درست دفن نشده‌اند و خارون از سوار کردنشان خودداری کرده‌است.

### دشت آسفودل
دشت یا مراتع آسفودل جایگاه روح افرادی است که در زندگی اعمال خیر و شرشان تقریباً مساوی بوده‌است. برخی از تصویرها آن را سرزمینی توصیف می‌کنند؛ که افراد آن نه خوب هستند و نه بد.

### الیزیوم
خدایان قهرمانانی که خدایان به ایشان جاودانگی اعطا می‌کردند، به الیزیوم فرستاده می‌شدند. در نوشته‌های هومر، دشت الیزی سرزمین خوشبختی کامل در انتهای زمین، در کرانه‌های اقیانوس بود. شرح مشابهی توسط هزیود از جزایر مبارکه (به معنی الیزیوم) ارائه شده‌است. در آثار نویسندگان مقدم، تنها کسانی که به‌طور خاص مورد علاقه خدایان بودند وارد الیزیوم و جاودانه می‌شدند. با این حال، الیزیوم در زمان هزیود مکانی برای مردگان برجسته بود، و از پیندار به بعد، ورود به آن با زندگی صالح به دست می‌آمد. نویسندگان بعدی آن را به بخشی خاص از هادس تبدیل کردند، مثلا در کتاب ششم آئنید از ویرژیل.

### تارتاروس
تارتاروس خدایی اولیه نیز در نظر گرفته می‌شد. تارتاروس پرتگاه عمیقی بود که به عنوان سیاهچالی برای عذاب بدکاران و زندان تیتان‌ها از آن نام برده شده‌است.

### دروازه‌های دوزخ
می‌توان از طریق غارهای مختلف که سوراخ‌های سرزمین‌های یونانی محسوب می‌شدند، به هادس راه پیدا کرد. این ادامهٔ زندگی جسمانی در جهان زمینی در نظر گرفته می‌شد. در واقع، در بسیاری از شهرها رایج بود که می‌گویند این یا آن غار در حومهٔ شهر، ورودی احتمالی به جهان زیرین است. به این ترتیب معابد و پناهگاه‌های مذهبی هادس در این ورودی‌ها پدیدار گشتند که در نهایت به مکان‌های مذهبی و گردشگری برای بازدیدکنندگان تبدیل شدند.

## برخی از ساکنان

### خدایان چتونیک

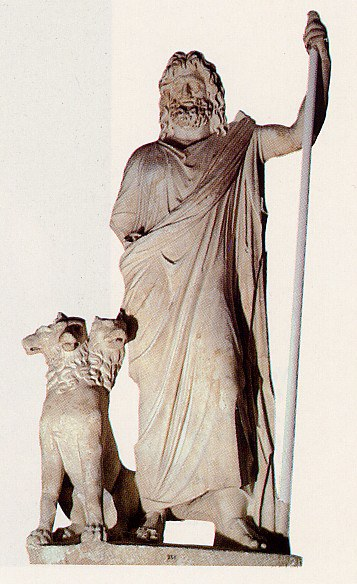
هادس، فرمانروای هادس به همراه سگش سربروس

خدایان یونانی به دو دسته تقسیم می‌شدند: خدایان بالای زمین و خدایان زیرین. خدایان چتونیک در جهان اموات ساکن بودند یا دستکم به آنها ربط داشتند. برجسته‌ترین خدایان چتونیک عبارت بودند از: هادس، پرسفونه، دمتر و هکاته که همگی در افسانهٔ ربوده شدن پرسفونه و اسرار الوزیس در هم تنیده شدند. همچنین الهه‌های انتقام یا خشم‌ها نقش مهمی در اساطیر و ادبیات داشتند. یکی دیگر از تفاوت‌های خدایان چتونیک و بالای زمین، زمان برگزاری مراسم‌هایشان بود. خدایان چتونیک در شب پرستش می‌شدند، با قربانی‌ها و مراسمی که در زیر پوشش تاریکی انجام می‌شد. به همین ترتیب در اسرار الوزیس این مراسم فقط در شب انجام می‌شود.
هادس
هادس، خدای جهان اموات؛ پدر و مادرش دو تیتان به نام‌های کرونوس و رئا بودند. او برادر خدایانی یونانی زئوس، پوزیدون، دمتر، هرا و هستیا است. پادشاهی کرونوس پس از سرنگونی او توسط پسرانش بین آنها تقسیم شد. قرعهٔ عالم اموات به نام هادس افتاد. هادس بر این عالم به همراه ملکهٔ خویش پرسفونه بر قدرت‌های جهنمی و مردگان حکومت می‌کرد و «خانهٔ هادس» یا به‌طور مخفف «هادس» نامیده می‌شد. سربروس، سگ هادس، نیز به او کمک می‌کرد. اگرچه هادس بر محاکمه و مجازات شروران پس از مرگ نظارت می‌کرد، اما معمولاً یکی از قضات دنیای اموات نبود. شخصاً هم مجرمان را شکنجه نمی‌کرد، زیرا شکنجه وظیفه‌ای بود که به خشمگین‌ها یا الهه‌های خشم محول شده بود. هادس به‌صورتی سخت‌گیر و بی‌رحم به تصویر کشیده می‌شد که در اثر دعا یا قربانی بی‌تحرک بود (مثل خود مرگ).
پرسفونه
پرسفونه الههٔ کشاورزی و همسر هادس است. در «سرود برای دمتر» از هومر، آمده که پرسفونه در زمان جمع‌آوری گل در درهٔ نیسا توسط هادس اسیر شد. هادس او را به عالم اموات برد. مادرش دمتر وقتی متوجه شد دخترش ربوده شده، در اثر غم و مصیبت، توجه خود به محصول و باروری زمین را از دست داد و این مسبب قحطی گسترده‌ای در جهان گردید؛ بنابراین زئوس مداخله کرد و به هادس دستور داد پرسفونه را به مادرش بازگرداند. از آنجا که پرسفونه دانهٔ اناری در عالم اموات خورده بود،  نتوانست کاملاً آزاد شود و مجبور شد یک سوم سال را با هادس بماند و دو سوم دیگر را با مادرش بگذراند. این داستان که پرسفونه چهار ماه از هر سال را در عالم اموات سپری می‌کند، بی‌تردید برای توضیح ظاهر بی‌ثمر مزارع یونانی در تابستان به وجود آمده‌است – پس از برداشت محصول، قبل از احیای آن‌ها در باران‌های پاییزی، زمانی که شخم زده و کاشته می‌شوند.
هکاته
هکاته الههٔ جادو و شب و ماه بود او به دمتر در جستجوی دخترش پرسفونه کمک کرد و او را در طول شب با مشعل‌های شعله‌ور راه را نشانش داد. او پس از دیدار مجدد مادر و دختر وزیر و همراه پرسفونه در جهان مردگان شد.
الهه‌های انتقام
الهه‌های انتقام یا «خشم‌ها» که «ارینی‌ها» هم خوانده می‌شوند، احتمالاً نفرین‌های شخصی بودند، اما احتمالاً در ابتدا به شکل ارواح مقتول تصور می‌شدند. به گفتهٔ هزیود، شاعر یونانی، آنها دختران گایا (زمین) بودند و از خون همسر مثله شدهٔ او اورانوس سرچشمه گرفتند. اوریپید اولین کسی است که دربارهٔ آنان نوشته‌است. آنها در دنیای زیرین زندگی می‌کردند و گاهی برای تعقیب اشرار به روی زمین صعود می‌کردند.

### هرمس
در ادیسه، هرمس عمدتاً به عنوان پیام‌آور خدایان و برای هدایت مردگان به هادس ظاهر می‌شود. او نماد عبور از مرزهای این جهان و جهان دیگر در نقش خود به عنوان راهنمای بین دو عالم خدایان و بشریت بود.

### خارون

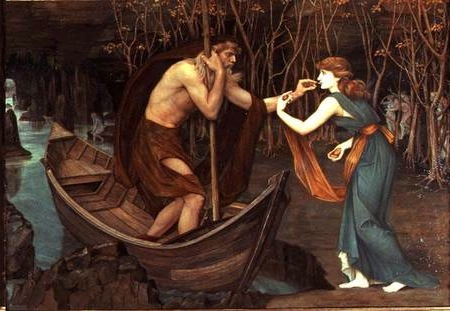
پرداختن سکهٔ ابول خارون به خارون برای سوار شدن به قایق او برای ورود به عالم اموات

خارون قایق‌بری بود که پس از دریافت روح از هرمس، آنها را از رودخانه‌های استیکس و/یا رود آخرون به عالم اموات راهنمایی می‌کرد. در مراسم تشییع جنازه، عزاداران به‌طور سنتی یک ابول خارون را روی چشم یا زیر زبان متوفی خود می‌گذاشتند تا بتوانند به خارون پول بدهند که آن‌ها را سوار کند. در غیر این صورت، گفته می‌شد که آنها صد سال در سواحل سرگردان می‌ماندند تا به آنها اجازه داده شود از رودخانه عبور کنند.

### سربروس
سربروس، سگی چند سر (معمولاً سه سر) است. او هر کسی را که سعی می‌کرد از عالمِ هادس فرار کند می‌بلعید. سربروس همچنین از ورود زندگان به این عالم جلوگیری می‌کرد. اورفئوس—که زنده بود—توانست سریوس را با موسیقی مجذوب و به هادس راه پیدا کند.

### هیپنوس و تاناتوس
هیپنوس پسر نیکس (الههٔ شب) و اربوس (مظهر تاریکی) بود. تاناتوس برادر دوقلوی هیپنوس و مظهر مرگ بود. او منعکس کنندهٔ این باورِ یونانیان باستان است که خواب حالتی شبیه به مرگ است. هیپنوس و تاناتوس با هم در هادس زندگی می‌کردند. شهرت هیپنوس در غاری بود که سرچشمهٔ رودخانه لته و نماد فراموشی بود. به گفتهٔ شاعر رومی اووید، هیپنوس فرزندانی الوهی و نیمه الوهی به دنیا آورد که مسئول رؤیاها و کابوس‌ها بودند. نام او ریشهٔ کلمهٔ هیپنوتیزم است.

#### قاضی‌ها، سه پسر زئوس

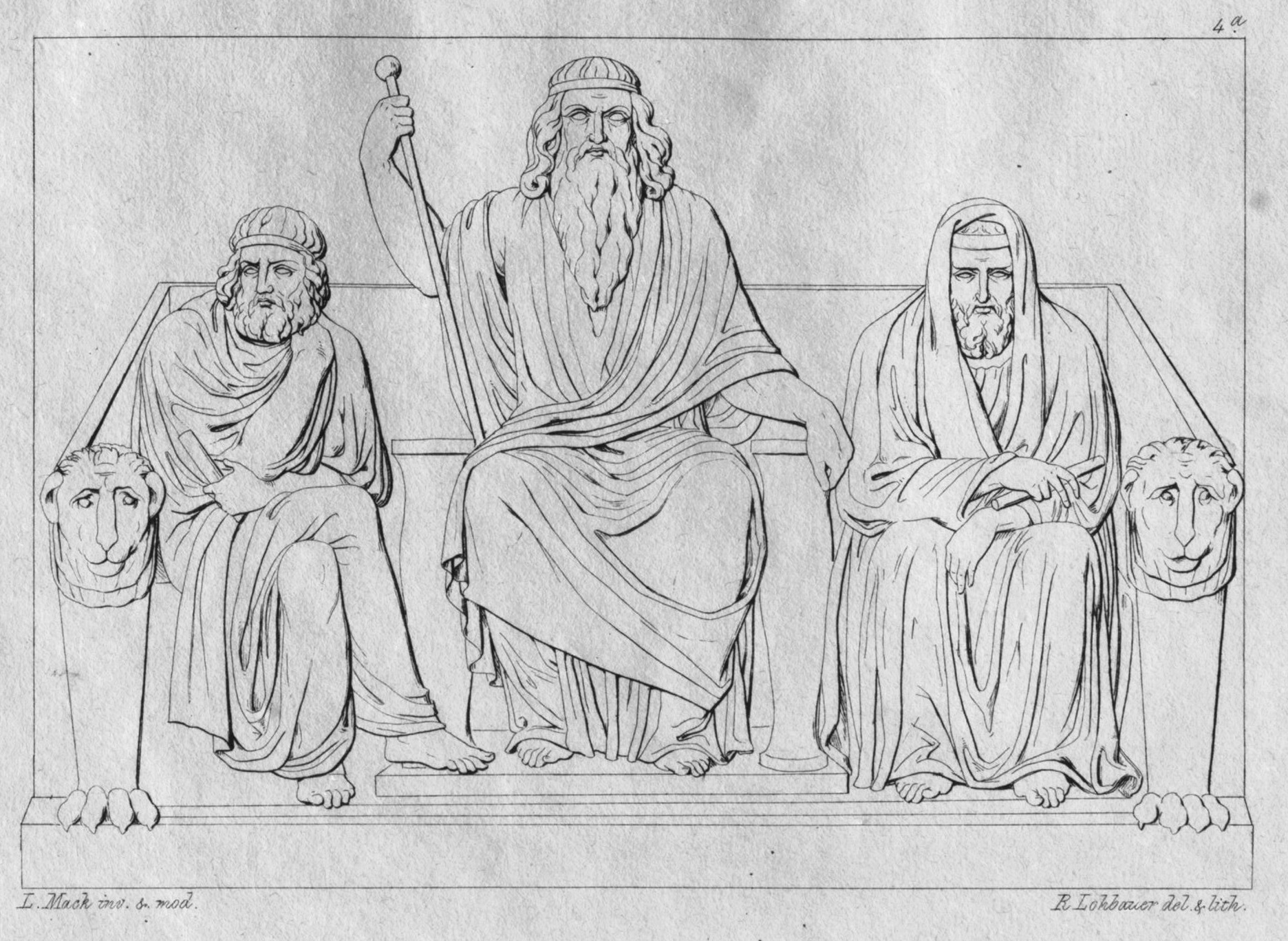
مینوس، ایاکوس و رادامانتوس پسران زئوس در مقام قاضی در جهان مردگان، اثر لودویگ ماک

مینوس، پادشاه افسانه‌ای کرت که به خاطر قضاوت‌های منصفانه‌اش شهرت داشت، بیشتر در نقش قاضی عالم اموات نام برده می‌شود. دیگر قضات، برادر تنی او رادامانتوس و برادر ناتنی‌شان ایاکوس بودند. رادامانتوس در کرت قانونگذار و مثل مینوس، پسر زئوس و ائوروپه بود. ایاکوس پسر زئوس و ایجاینا و حاکم ایجاینا (جزیره‌ای در یونان) بود. مینوس در ادیسه هومر ظاهر می‌شود و در مورد دعاوی و شکایت مرده‌ای در برابر مردهٔ دیگری قضاوت می‌کند که در ادامهٔ همان پادشاهی است که در زمان حیات داشت.

در آنجا مینوس، پسر باشکوه زئوس را دیدم که عصای طلایی در دست داشت و مردگان را از روی صندلی خود قضاوت می‌کرد، در حالی که در خانهٔ بزرگ هادس در اطراف پادشاه می‌نشستند و از او داوری می‌خواستند.

پیندار از رادامانتوس نیز به عنوان قاضی مردگان نام می‌برد. به گفتهٔ پیندار، روح پس از مرگ در هادس مورد قضاوت قرار خواهد گرفت و اگر حکمش بیگناهی در زندگی باشد، به دشت‌های زیرزمینی الیزی می‌رود. باید دو بار دیگر به زمین بازگردد و دو بار دیگر نیز متحمل مرگ شود و اگر در این سه عمر با فضیلت بماند، پرسفونه برای چهارمین بار رهایش می‌کند اما این بار پادشاه، قهرمان یا حکیم متولد خواهد شد. پس از این، سرانجام از چرخه رها می‌شود و به «جزایر مبارکه» در رودخانه اوکئانوس — محل استراحت نهایی بزرگ‌ترین ارواح — می‌رود. «جزایر مبارکه» اشاره به الیزیوم دارد.
افلاطون می‌نویسد: 
 از زمان کرونوس قانونی در مورد بشر وجود داشت و تا امروز در میان خدایان جاری است؛ هر انسانی که زندگی عادلانه و مقدسی را پشت سر گذاشته‌است، پس از مرگش به جزایر مبارکه (نسوی ماکارون) و دور از بیماری و با تمام خوشبختی‌ها ساکن می‌شود. اما هر که به ناحق و بی‌انصافی زندگی کرده باشد به سیاهچال قصاص و توبه می‌رود که می‌دانید آن را تارتاروس می‌نامند. رادامانتوس کسانی را که از آسیا می‌آیند امتحان خواهد کرد و آیاکوس اروپاییان را. اگر دو نفر دیگر شک داشته باشند، تصمیم نهایی را مینوس خواهد گرفت.
آنها در اصل انسان‌های فانی بودند که به عنوان پاداشی برای برقراری نظم و قانون بر روی زمین جایگاه مهمی پس از مرگ به آنها اعطا شد. به گفتهٔ برخی، تریپتولموس چهارمین قاضی بود که بر ارواح فرقه‌های اسرار ریاست می‌کرد.

#### مجازات‌شوندگان

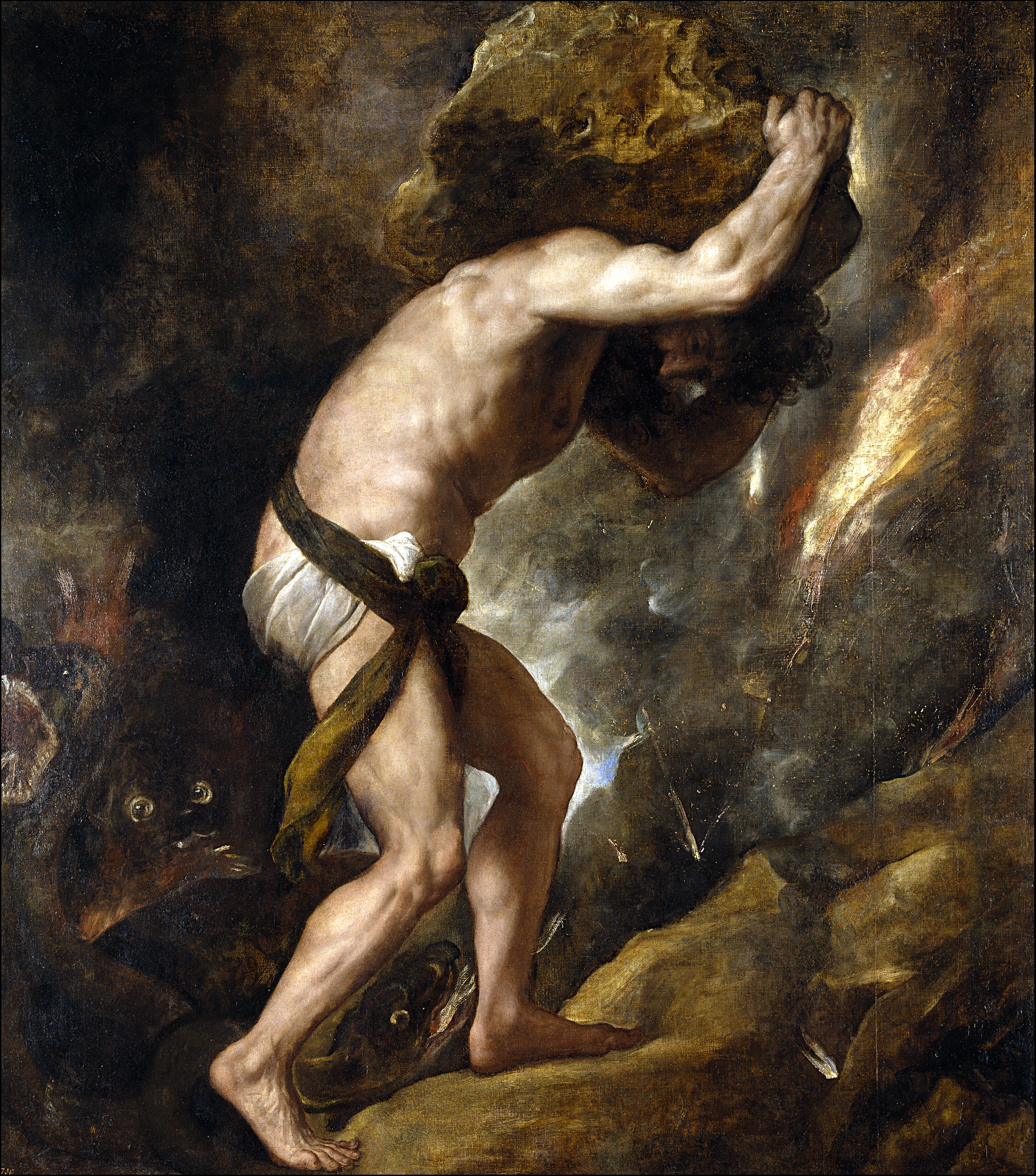
مجازات سیزیف

- سه نسخه متفاوت دربارهٔ فرستاده شدن تانتالوس، پادشاه لیدیه به تارتاروس وجود دارد. در یک نسخه تانتالوس می‌خواست کشف کند که خدایان واقعاً همه چیز را می‌دانند یا نه. او خورشی درست کرد و پسرش پلوپس را در آن پخت تا ببیند آیا خدایان متوجه خواهند شد. خدایان بلافاصله احساس کردند که چیزی ایراد دارد، به جز دمتر که هنوز غم دختر گم شدهٔ خود پرسفونه را در دل داشت و مقداری از خورش را که حاوی شانه پلوپس بود، خورد. تانتالوس در تارتاروس محکوم به گرسنگی و تشنگی ابدی شد. او را در حوض آبی انداختند که نمی‌توانست از آن بنوشد و زیر درخت میوه‌ای که نمی‌توانست میوهٔ آن را بچیند.[۶]
- سیزیف بنیان‌گذار و اولین پادشاه کورینتوس؛ افسانهٔ او دارای نسخه‌های مختلفی است که اغلب با یکدیگر تضادهایی دارند، اما مجازات او در تارتاروس مشابه و قطعی است. سیزیف نه یک بار بلکه دو بار با حیله‌گری شیطانی خود مرگ را فریب داد، تا سومین بار که مرد و به تارتاروس مه‌آلود رسید. او نفرین شده بود که به‌طور مداوم یک تخته سنگ بزرگ را به بالای تپه بغلتد و سنگ دوباره به پایین غلت بزند.[۶]
- ایکسیون وقتی سعی کرد هرا، همسر زئوس را اغوا کند، مرتکب اشتباه مرگباری شد، هرچند فریب خورد و به جای هرا با ابر عشق‌ورزی کرد (در نتیجه نژاد قنطورس به وجود آمد)، اما محکوم شد در تارتاروس به «چرخ تابنده آتش» بسته شود.[۶]
- تیتیوس غول پیکر پسر زئوس و الارا؛ او به دستور هرا قصد کرد به لتو تجاوز کند اما آرتمیس و آپولو، دختران لتو، او را کشتند. وقتی او به تارتاروس فرود آمد، درازش کردند تا هر روز جگرش را دو کرکس بخورند. جگر او هر شب دوباره رشد می‌کرد تا روز بعد دوباره بلعیده شود.[۶]
- دانائیدها ۵۰ دختر دانائوس بودند و با ۵۰ پسر برادر دانائوس و پادشاه اسطوره‌ای مصر به نام ایژیپتوس ازدواج کردند. دانائوس به دخترانش دستور داد تا شوهرانشان را بکشند و همه به جز یکی، هایپرمنسترا، مرتکب جنایت شدند. لینسئوس، تنها پسر بازمانده، در نهایت برای انتقام دانائوس را کشت و ۴۹ دانائید دیگر مجبور به عذاب ابدی شدند. آنها باید کوزه‌های آب حمل و حوضی را پرآب کنند. فقط در صورتی که حوض پر از آب بود از این مجازات رها می‌شدند. با این حال، این شکنجه هرگز متوقف نمی‌شد زیرا حوض سوراخ‌هایی داشت و آب خارج می‌شد.[۶]

## سفر به دنیای مردگان
در اساطیر یونان و روم باستان، تنها تعداد انگشت‌شماری از فانی‌ها با موفقیت به دنیای زیرین رفتند و بازگشتند. سفر اسطوره‌ای انسانی فانی به عالم اموات و بازگشت او به دنیای به زندگانکاتاباسیس نامیده می‌شود. سمله، ار، کاستور و پولوکس، آلکستیس، هیپولوتس، آدونیس، تسئوس، پسوخه و کوپیدو، پرسفونه، آئنیاس، هراکلس (در افسانه یونان باستان آمده‌است که هراکلس مجبور شد به دنیای زیرین سفر کند تا سربروس، سگ نگهبان سه سر را به عنوان یکی از ماموریت‌های خود بگیرد)، سیزیف (بار آخر برای همیشه ماندگار شد)، ادیسه و اورفئوس از جمله کسانی بودند که به هادس سفر کردند. برخی مثل ادیسه و آئنیاس توصیفات بسیاری از سفر خود ارائه می‌دهند، در حالی که منابع دیگر فقط ذکر می‌کنند که یک قهرمان، فانی یا خدایی خاص به هادس رفته و بازگشته است، مثل آلکستیس و سمله.

## فرقه‌های اسرارآمیز یونانی-رومی
در اواخر دورهٔ کلاسیک، سنت‌های یونانی به شاخه‌های مختلفی منشعب شدند. از قرن ششم قبل از میلاد به بعد، آنها به این باور رسیدند که کسانی که در برخی از مناسک مخفی فرقه‌های اسرارآمیز، پاگشایی شده بودند، می‌توانند انتظار وجود پربرکت‌تری نسبت به کسانی که پاگشایی نشده بودند، داشته باشند. کلمه انگلیسی «راز» (mystery) در واقع از mustês به معنی «تازه‌وارد شده» یا «کسی که نخستین قدم را برداشته» می‌آید.
با توجه به این عقیده، آمادگی برای مرگ نباید چیزی بیش از رفتار خوب نیاز داشته باشد. اما تعداد کمی از مردم زندگی با فضیلت کامل داشتند؛ بنابراین بیشتر آنها با نگرانی آنچه در انتظارشان است زندگی می‌کردند. شاید به همین دلیل باشد که در آغاز دوران پسین‌باستان (قرن دوم میلادی)، این عقیده رواج پیدا کرد که می‌توان در زندگی پس از مرگ از عواقب رفتار بد خود در زندگی فرار کرد و حتی با وارد شدن به یک یا چند فرقه به اصطلاح «اسرارآمیز» در طول زندگی خود، سعادت پس از مرگ را تضمین کرد. آغازگران می‌توانستند انتظار داشته باشند که زندگی پس از مرگ را در چمنزار یا مکان‌های دلپذیر دیگری با خوردن، نوشیدن و رقصیدن سپری کنند. افراد غیر آغازگر، هر چند رفتارشان در طول زندگی مثال زدنی بوده باشد، برای همیشه در منجلاب غوطه‌ور می‌شدند.
برخی از مردم اعتقاد داشتند که با گنجاندن خود در یک فرقه خصوصی، فرد می‌تواند خود را از توده‌ها متمایز کند و در دنیای زیرین به سرعت راه خود را پیدا کند. گذرنامه مردگان توسط چنین فرقه‌هایی به مردم داده می‌شد. آنها لوح‌هایی از طلا بودند که متن کوتاهی در مورد وضعیت ویژهٔ مردگان و راهنمایی برای سفر به دنیای زیرین بر خود داشتند. قدمت بیشتر آنها بین قرن‌های چهارم و اول قبل از میلاد است.

افراد بسیار کمی یکی از این الواح طلا را در اختیار داشته‌اند. آنها دارای عقایدی بوده‌اند که در نظر معاصرانشان باطنی و التقاطی می‌نمود. افلاطون در کتاب جمهور خود از اواسط دهه ۳۷۰ قبل از میلاد توضیح می‌دهد: 
کاهنان سرگردان به درهای ثروتمندان نزدیک می‌شوند و آنها را متقاعد می‌کنند که قدرتی از جانب خدایان دارند که از طریق قربانی‌ها و افسون‌ها منتقل می‌شود و هر ظلمی که فرد یا اجدادش در حق کسی مرتکب شود، قابل جبران است… آنها می‌گویند از موسایوس و اورفئوس متنی از کتاب‌های موسایوس و اورفئوس تهیه کنید و نه تنها افراد بلکه شهرها را متقاعد می‌کنند که واقعاً می‌توانند از این طریق، کفاره و تطهیر گناه خود را در حالی که هنوز زنده هستند و به همان اندازه پس از مرگ هستند، داشته باشند. اینها را در واقع پاگشایی می‌نامند که ما را از شر بلاها در جهان دیگر رهایی می‌بخشد، در حالی که چیزهای وحشتناکی در انتظار کسانی است که از فداکاری‌های خود غفلت می‌کنند.

## تأثیر بر عقاید رومیان

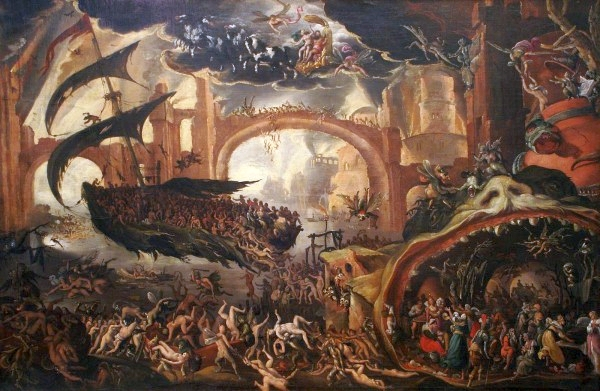
یک نقاشی خیالی از قهرمان رومی آئنیاس در جهان مردگان، اثر ژاکوب آیزاکس. ون سواننبورگ (۱۵۲۶ میلادی). پلوتون (برابر رومی با هادس) ارابه‌ای را در آسمان می‌راند. در سمت چپ، قایق خارون، ارواح متوفی را به دنیای زیرین منتقل می‌کند. هفت گناه کبیره در دهانی بزرگ قابل مشاهده هستند. زن دروغگو مظهر تنبلی، زن و شوهری عاشق به مثابه شهوت، زنی که زبانش را به نشانه تهمت بیرون آورده‌است، زنی با کیف مظهر بخل، زن در آینه نشان دهنده تکبر و یک مرد حریص نشان دهنده بی‌قیدی است.

اسطوره‌ها، فلسفه و دیدگاه‌های مذهبی یونانیان تأثیر عمیقی بر عقاید اولیهٔ رومیان در مورد زندگی پس از مرگ گذاشت. بسیاری از رومیان مانند یونانیان متأخر به جاودانگی یا حیات جاودانی روح اعتقاد داشتند. آنها همچنین تا حدی به تناسخ — تولد دوباره روح در بدن جدید — معتقد بودند. این عقاید در آثار نویسندگان مختلف روم باستان و در آیین‌های رومی و شیوه‌های دفن مردگان منعکس شده‌است.
ویرژیل، شاعر رومی در کتاب ششم حماسهٔ خود انئید توصیفی با جزئیات از جهان مردگان ارائه می‌کند که شامل سه منطقهٔ مختلف برای مردگان است. شباهت‌های چشمگیر و تضادهای نزدیک بین دنیای زیرین هومرِ یونانی و ویرژیلِ رومی نشان می‌دهد که ویرژیل به شدت تحت تأثیر تفکرات موجود در آثار هومر بوده‌است. ویرژیل در بازآفرینی هادسِ هومر، به وضوح میل خود را به تکمیل کار هومر نشان می‌دهد: ادیسه دورتر از ورودی دنیای زیرین سفر نمی‌کند، اما ویرژیل قهرمان خود آئنیاسرا از طریق غار پیشگو در کنار سواحل دریاچهٔ بدبوی اورنوس، از طریق رودخانهٔ استوکس در قایق خارون، از کنار سگ سه سر سربروس و از آنجا به دخمهٔ پرپیچ و خمی می‌فرستد. مسیری که از سمت راست به شکنجه‌زارهای تارتاروس می‌رود و از سمت چپ به سمت دشت‌های الیزی مبارکه می‌رود. جهنم ویرژیل شامل محفظه‌های ویژه برای نوزادان و خودکشان و مجازات‌های خاص برای جنایت‌های خاص است، اما مردگان عادی که نه از پاداش قهرمانان بهره‌مندند و نه مجازات رذیلان تقدیرشان، با سرنوشتی نامشخص روزگار می‌گذرانند. انئید نشان می‌دهد توجه بیشتری به ساختار جهنم در قرن‌های اول میلادی پدیدار شده‌است. عصر ویرژیل دوره‌ای بود که موج فزاینده‌ای از انتظارات آخرالزمانی، منشأ گرفته از جریان‌های فکری غرب آسیا، در سراسر جهان روم رواج پیدا کرده بودند.
در اندیشهٔ دینی یونانی-رومی اعتقاد به جاودانگی روح وجود داشت، اما نه به رستاخیز بدن. رستاخیز نمادین یا «تولد دوباره روح»، در ادیان اسرارآمیز دوران یونانی‌مَآبی، مانند دین الههٔ مصری ایزیس، دیده می‌شود.